# Festum Fluxorum Fluxus

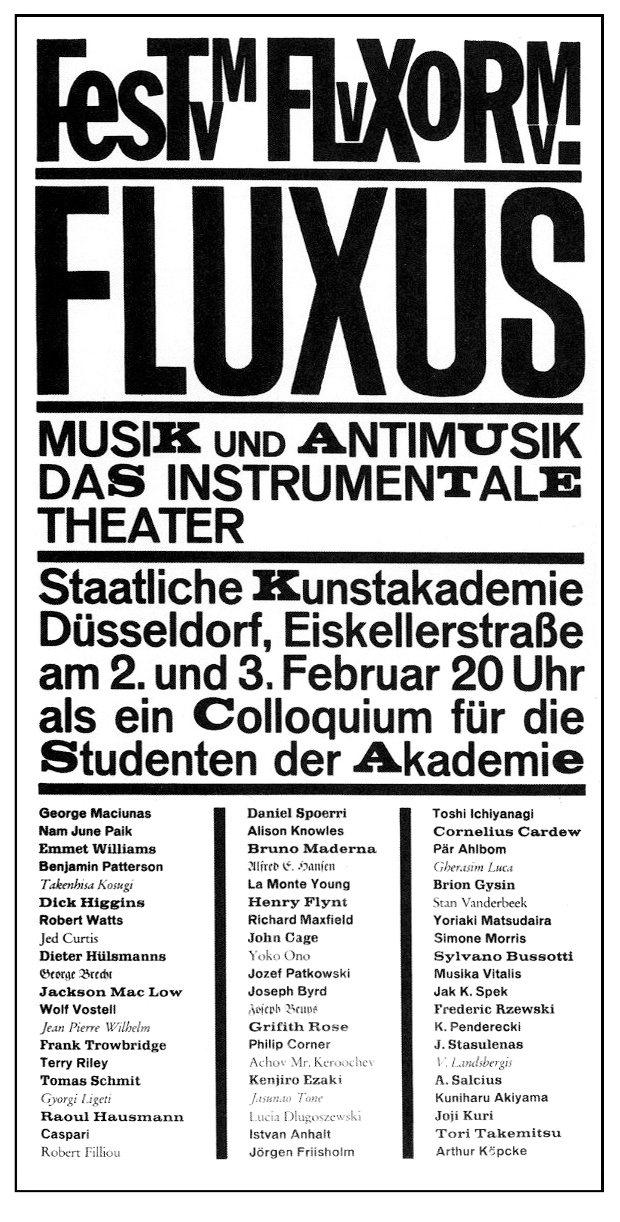
Festum Fluxorum Fluxus.

Festum  Fluxorum  Fluxus var en Fluxus-festival arrangerad av Joseph Beuys och George Maciunas. Den ägde rum 2–3 februari 1963 i aulan på Kunstakademie Düsseldorf. Festivalen hölls som ett kollegium för akademiens studenter. Även en Fluxus-turné gästade Wiesbaden, Köpenhamn och Paris. Affischen som formgavs av Beuys och Maciunas listar många kända konstnärer och musiker som inte var med på festivalen.